# Chuffilly-et-Cœgny
Chuffilly-et-Cœgny est une ancienne commune française, située dans le département des Ardennes en région Grand Est.

## Géographie
Chuffilly 49° 26′ 51″ N, 4° 36′ 22″ E est le centre-bourg de l'ancienne commune fusionnée et Cœgny 49° 26′ 15″ N, 4° 37′ 30″ E est un hameau, sur la route départementale 21, vers Grivy-Loisy.

## Histoire
Elle fusionne en 1828, avec la commune de Roche-et-Méry, pour former la commune de Chuffilly-et-Roche, aujourd'hui Chuffilly-Roche.

## Administration
| Période                                  | Période | Identité | Étiquette | Qualité |
| ---------------------------------------- | ------- | -------- | --------- | ------- |
| Les données manquantes sont à compléter. |         |          |           |         |
|                                          |         |          |           |         |

## Démographie
| 1793 | 1800 | 1806 | 1821 |
| ---- | ---- | ---- | ---- |
| 145  | 130  | 163  | 151  |

Histogramme

(élaboration graphique par Wikipédia)